# Christkönig (Warmen)

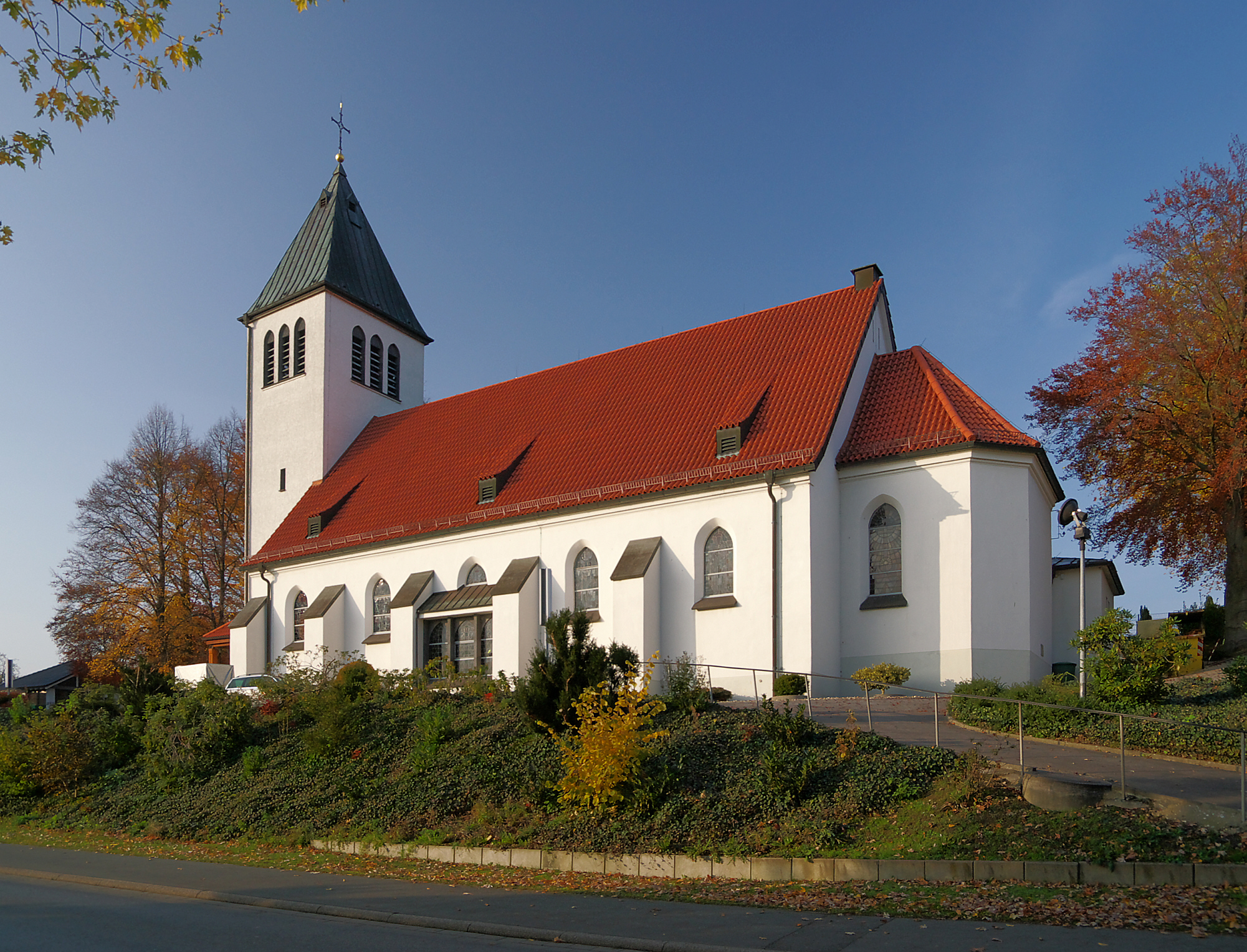
Kirche Christkönig

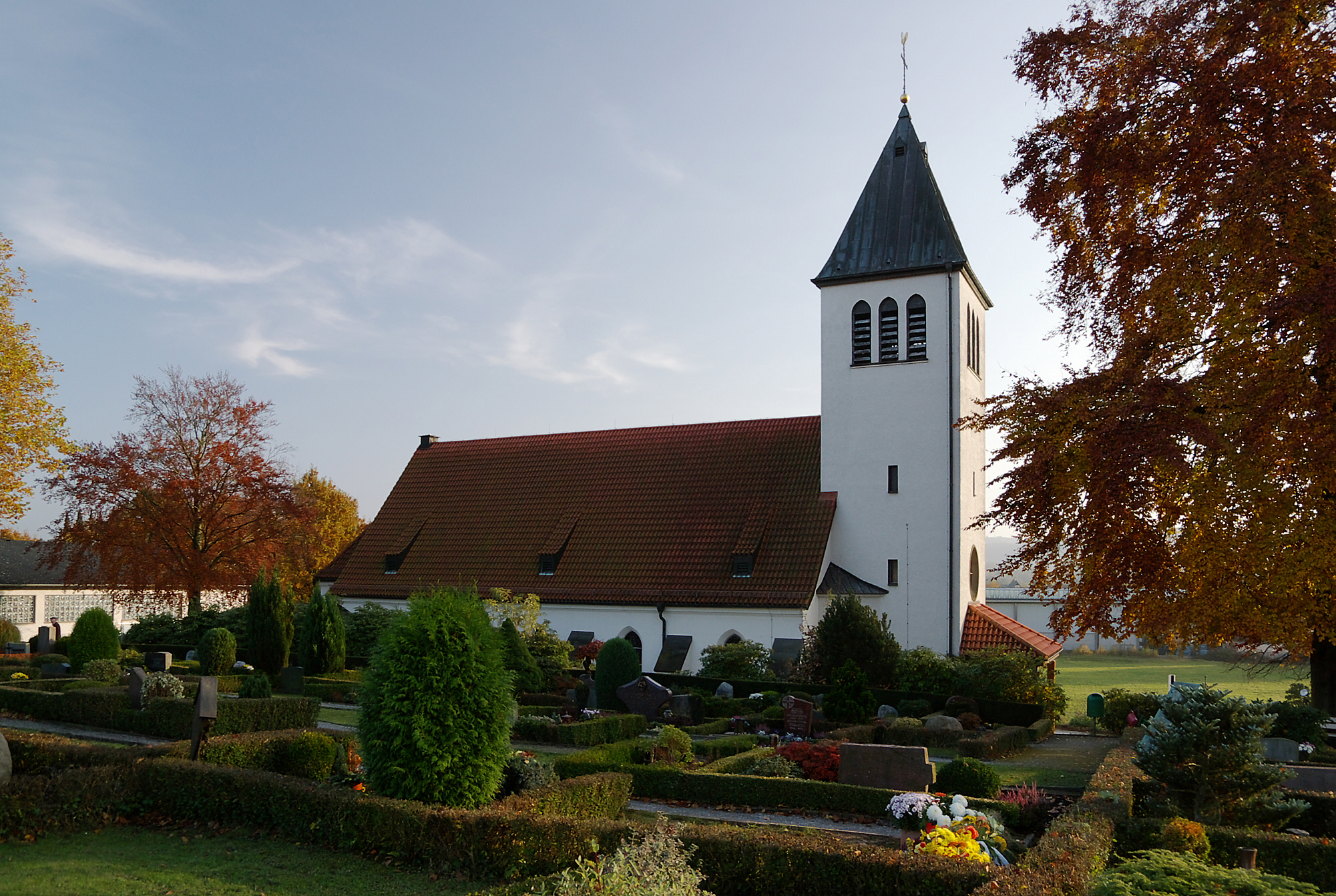
Ansicht inmitten des Friedhofes

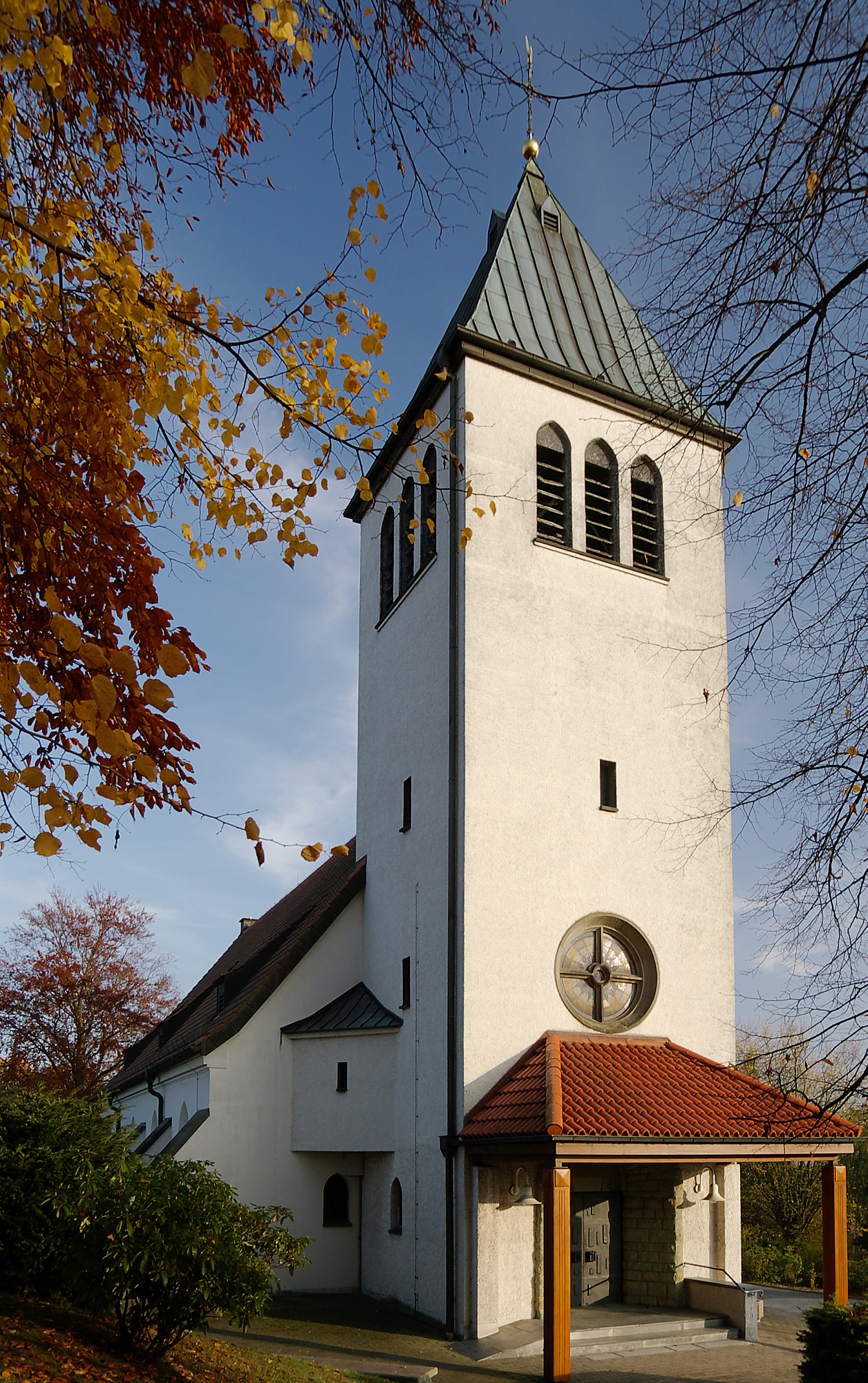
Turmansicht mit Portal und Vordach

Die katholische Kirche Christkönig ist ein ortsbildprägendes Kirchengebäude in Frohnhausen, einem Ortsteil von Fröndenberg im Kreis Unna (Nordrhein-Westfalen). Die Pfarrvikarie gehört zum Pastoralverbund Fröndenberg, im Dekanat Unna im Erzbistum Paderborn.

## Geschichte und Architektur
Das Gebäude wurde 1932 auf Initiative eines Unternehmers nach Plänen des Architekten und Diözesanbaumeisters Kurt Matern errichtet. Der Neubau steht in Frohnhausen in etwas erhöhter Lage über dem Ruhrtal, zwischen den Dörfern Frohnhausen und Warmen. Die Kirche ist ein rechteckiger Saal zu fünf Jochen, der Altarraum ist schmaler gehalten. Bis zum Bau des Turmes wurde die Eingangsseite durch ein Giebeldreieck mit kleinem Fenster dominiert. Von 1948 bis 1949 wurde an der Eingangsseite ein Turm nach Plänen des Architekten Josef Ferber angefügt. Die Wände des Turmes sind durch spitzbogige Schallöffnungen und ein größeres Rundfenster gegliedert, er ist mit einem Zeltdach bekrönt. Die Gestaltung des Turmes lehnt sich an die des Kirchengebäudes an.
Der eingezogene Altarraum und das Schiff sind durch spitzbogig gehaltene Leichtgewölbe gedeckt, deren Gratlinien scharf sichtbar sind. Die Wände sind durch Spitzbogenfenster und an den Außenseiten vorgesetzten Strebepfeiler gegliedert und greifen so eine gotische Formensprache in sachlicher Aussage auf. Der Altarraum ist einseitig belichtet, er wirkt als separater Raum.
Nachdem die Gemeinde Christkönig in den letzten Jahren stetig schrumpfte, die Kosten indes stiegen, bat der Kirchenvorstand den Erzbischof von Paderborn um Profanierung der Kirche. Am 24. November 2015 verlas Weihbischof Hubert Berenbrinker im Rahmen einer Messe die Profanierungsurkunde. Das Gebäude soll künftig der sakralen Kunst dienen.

## Ausstattung
- Die ausdrucksstarken Bleiglasfenster wurden 1932 von dem Glaskünstler G. Freeriks angefertigt.[4] Sie zeigen Darstellungen der Heiligen Agnes, Albertus Magnus, Elisabeth, Franziskus, Monika, Heinrich, Maria, Josef, Isidor und Johannes der Täufer.[5]
- Die Skulptur des würdevoll am Kreuz stehenden Christkönig ist das zentrale, für den Raum geschaffene Kunstwerk. Die Arbeit wurde 1937 von Walter Ditsch gefertigt.[6]
- Der Bildhauer Herbert Lorenz schuf 1973 aus Holz, eine neue Ausstattung, deren Teile plastisch entworfen sind. Es sind ein Altar, der Ambo, der Tabernakel und ein Hängekreuz.[7]